# Indascia
Indascia (лат.) — род мух-журчалок из подсемейства Microdontinae (Syrphidae). Юго-Восточная Азия. 

## Распространение
Индия, Таиланд.

## Описание
Мелкие осоподобные мухи, сходные своим желтовато-бурым цветом с осам, длина тела 4—10 мм. Голова широкая, немного шире груди. Усики относительно короткие. Лицо в профиль выпуклое, вертекс выпуклый. Постпронотум с щетинками; катэпимерон голый. Брюшко стебельчатое, овальное. Крыловая жилка R4+5 с аппендиксом достигающим сзади ячейку r4+5 или без него. Предположительно, как и другие близкие группы мирмекофилы и их личинки населяют муравейники. Таксон был впервые описан в 1958 году швейцарским диптерологом Фрэдом Кайзером (Naturhistorisches Museum Basel, Швейцария).

## Классификация
4 вида
- I. brachystoma (Wiedemann, 1824)
- I. gigantica Reemer, 2013[2]
- I. gracilis Keiser, 1958
- I. spathulata Reemer, 2013[2]